# Squalius illyricus
Squalius illyricus är en fiskart som beskrevs av Heckel och Kner, 1858. Squalius illyricus ingår i släktet Squalius och familjen karpfiskar. IUCN kategoriserar arten globalt som nära hotad. Inga underarter finns listade i Catalogue of Life.